# Castelvetrano (stacja kolejowa)
Castelvetrano (wł. Stazione di Castelvetrano) – stacja kolejowa w Castelvetrano, w prowincji Trapani, w regionie Sycylia, we Włoszech. Stacja znajduje się na linii Palermo – Trapani.
Według klasyfikacji RFI ma kategorią srebrną.

## Historia
Stacja została otwarta w Castelvetrano 10 lipca 1880 wraz z otwarciem do ruchu odcinka Castelvetrano-Trapani. Jej budowa została wykonana przez Società Sicula Occidentale. 05 czerwca 1881, wraz z ukończeniem linii do Castellammare del Golfo, Castelvetrano uzyskało połączenie do stacji Palermo Lolli. 

## Linie kolejowe
- Palermo – Trapani